# Спорт у Естонији
Спорт у Естонији има важну улогу у култури. Естонија се први пут као држава такмичила на Летњим олимпијским играма 1920, иако је Национални олимпијски комитет основан 1923. Естонски спортисти учествовали су на свим Олимпијским играма све док земља није припојена Совјетском Савезу 1940. Једриличарска регата Летњих олимпијских игара 1980. одржана је у главном граду Талину. Естонија је освојила већину олимпијских медаља у рвању, атлетици, дизању тегова и скијашком трчању.

## Кошарка
Кошарка је такође запажен спорт у Естонији. Домаће првенство највишег нивоа зове се Прва лига. Калев су најновији шампиони, освојивши лигу сезоне 2017—18. Екипа Универзитета у Тартуу је рекордних 26 пута освојила лигу. Естонски клубови такође учествују у европским и регионалним такмичењима. Кошаркашка репрезентација претходно је учествовала на Летњим олимпијским играма 1936. године, као и на Европском првенству четири пута. Два пута су освојили пето место. Репрезентација се такмичила и на Европском првенству 2015.

## Одбојка на песку
Кристјан Кајс и Риво Весик играли су на Светској турнеји. Године 2007. освојили су Загреб Опен и такмичили се на Летњим олимпијским играма 2008.

## Крикет
Естонија је домаћин леденог крикрета. Светско првенство одржава се сваке године у Талину и игра се на површини залеђеног језера. Ови турнири трају од јануара до краја марта. Године 2007. је основано естонско крикет удружење. Лига се састоји од четири тима из Талина. Играчи који су чланови крикет савеза имају право да буду изабрани за репрезентацију крикета.

## Бициклизам
- Јан Кирсипуу био је најбољи естонски друмски бициклиста. Победио је у четири Тур де Франса и једном Вуелта а Еспањи. Кирсипуу је такође шест дана носио жути дрес на Тур де Франсу 1999.
- Ерика Салумае је естонски бициклиста који је освојио прву олимпијску златну медаљу за Естонију након што је земља 1991. године стекла независност.
- Танел Кангерт је завршио међу првих 20 на сва три Гренд тура: 13. место на Ђиро д’Италија 2013, 11. место на Вуелта а Еспања 2013. и 20. место на Тур де Франсу. На Тур де Франсу 2014. Винченцо Нибали заузео је прво место у генералној класификацији.
- Рејн Тарамае освојио је 11. место на Тур де Франсу 2011. и 14. на Вуелта а Еспањи 2011.
- Аво Пикус освојио је златну олимпијску медаљу 1976. у тиму Совјетског Савеза.

## Мачевање
Мачевање је веома успешан спорт последњих неколико деценија. Оксана Јермакова постала је прва светска шампионка у мачевању за Естонију 1993. Ирина Ембрих је протеклих година освајала неке медаље. Николај Новосјолов постао је светски шампион 2010. и 2013. Јулија Бељајева је такође освојила златну медаљу 2013. 
Естонија је освојила 17 медаља на Светском првенству и неколико медаља на Европском првенству.
Значајни мачеваоци у Естонији су: Николај Новосјолов, Јулија Бељајева, Катрина Лехис, Ирина Ембрих, Ерика Кирпу, Кристина Кууск, Свен Јарве, Каидо Каберма, Марика Восу и Оксана Јермакова.

## Флорбол
Флорбол стиче популарност у Естонији, због недавних успеха мушке репрезентације. Освојила је осмо место на Светском првенству 2008, пласирала се у четвртфинале 2010, освојила је девето место на Светском првенству 2012. и осмо на Светском првенству 2014.

## Фудбал
Фудбал је један од најпопуларнијих спортова у Естонији. Пласирала се у плеј-оф квалификацији за Европско првенство 2012. против Републике Ирске.
Фудбалом управља фудбалски савез, који контролише домаћа клупска првенства (Меистрилига, II лига, III лига, IV лига; Лига шампиона за жене, Прва лига за жене, II лига за жене), Куп Естоније, Суперкуп, мали куп и репрезентације (фудбалска репрезентација, женска фудбалска репрезентација, све омладинске екипе).

## Трка формуле
- Марко Асмер је естонски аутомобилиста, освојио је титулу британског првака Формуле 3 2007. Такође је први Естонац који је тестирао Формулу 1.
- Кевин Корјус је естонски аутомобилиста. Победио је у шампионату Формуле Ренаулт 2.0 2010. године, а 2013. освојио је седмо место ГП3.
- Ралф Арон је естонски аутомобилиста. Постао је шампион у италијанском Ф4 првенству 2015.

## Скијање слободним стилом
Кели Силдару је освојила женски слопестил на Dew Tour 2015. Са тринаест година учествовала је у највећем низу такмичења и освојила је прво место.
Освојила је злато у Winter X Games XX 2016. победивши Тирил Шастад Кристијансен. Овом победом, са тринаест година, постала је најмлађа освајачица златних медаља до сада.

## Хокеј на леду
Мушка репрезентација тренутно је на 27. месту света.

## Џудо
Џудо је једно од најуспешнијих спортова за Естонију. Од 1996. освојила је неколико медаља на великим међународним такмичењима.
- 3 олимпијске медаље
  - 3 бронзане медаље: 2000. и 2004.
- 4 медаље на Светским првенствима
  - 3 сребрне медаље: 1999, 2001, 2003 и бронзану медаљу 2003.
- 15 медаља на Европском првенству
- Индрек Пертелсон, Алексеј Будолин и Мартин Падар најпознатији су џудо спортисти у Естонији протеклих година.

## Мотокрос
Танел Леок је естонски мотокрос тркач који се такмичи на Светском првенству у класи MX1.

## Рели
- Марко Мартин је био први Естонац који је победио у бројним релијима на Светском првенству. Постигао је пет победа на Светском првенству. Године 2004. је сезону завршио на трећем месту. Био је један од најбољих возача релија, али се повукао након несреће 2005. године.
- От Танак је шампион WRC 2019. године, а Мартин Јарвеоја је те сезоне освојио Светско првенство у релију за сувозаче. Претходно је Танак поновио Мартиново постигнуће завршивши на треће место 2017, победивши у његовом петом релију у августу 2018. и на крају надмашивши Мартина победом у свом шестом релију у септембру 2018. године. Танак је такође завршио на трећем месту 2018, победивши у три митинга заредом. Те сезоне је био најбољи стрелац Toyota Gazoo Racing WRT, који је те сезоне освојио првенство.

## Веслање
Веслање је популаран спорт у Естонији. Један од најуспешнијих је Јири Јансон, али у Естонији постоје и други познати веслачи. Између 2004. и 2009. Естонија је сваке године освајала најмање једну медаљу на Летњим олимпијским играма: 2004, 2005, 2006, 2007, 2008. и 2009. После шест година Естонија је освојила бронзану медаљу 2015. 
Тину Ендрексон, Андреј Јемсе, Алар Раџа и Каспар Таимсоо такође су освојили олимпијску медаљу.

## Једрење
Браћа близанци Тину и Томас Тинисте такмичили су се на четири узастопне Летње олимпијске игре, почев од 1988. Освојили су сребрну и бронзану медаљу у класи 470 за мушкарце, за Совјетски Савез (сребро, 1988) и за Естонију (бронза, 1992).

## Скијање
Скијање је веома популарно у Естонији. Отепа је популарно скијалиште, такође је познат и као „зимска престоница” Естоније (за разлику од „летње престонице” Парну). То је уједно и годишњи догађај Светског купа. Светско првенство у нордијским скијашким спортовима 2011. одржано је такође у Отепу.
Раул Оле је 2000. победио у Васалопету, који је међу најстаријим, најдужим и највећим тркама скијашког трчања на свету.
Естонско скијање је 1999. постигао успех на међународном нивоу, освајајући медаље на Светским првенствима. Естонија је на Зимским олимпијским играма освојила четири златне, две сребрне и једну бронзану медаљу.
- Зимске олимпијске медаље: 2002, 2006. и 2010.
- Медаље са Светских првенстава : 1999, 2001, 2003. и 2009.

Андрус Веерпалу, Кристина Шмигун-Вехи и Јак Меј су неки од најпопуларнијих спортиста у Естонији.

## Брзо клизање
- Антс Антсон (такмичећи се за Совјетски Савез) освојио је златну медаљу на Зимским олимпијским играма 1964. у Инзбруку на 1500 m. Исте године је постао европски шампион.

## Пливање
- Пливање је популаран спорт међу Естонцима. Постигли су успех на Европском првенству у пливању у малим базенима: Индрек Сеи, Џејн Треп, Трин Аљанд и Марти Аљанд освајали су медаље протеклих година.
- Трин Аљанд је освојио прву медаљу у пливању у великом базену за Естонију у Дебрецин 2012.

## Тенис
- Каја Канепи је естонска професионална тенисерка. Њен високи пласман у каријери постављен је на светски број 16, 7. фебруара 2011.[3] Освојила је своју прву ВТА титулу у Палерму 2010. године, поставши прва естонска тенисерка која је освојила ову титулу. Такође је стигла до шест Гренд слем четвртфинала, постајући прва Естонка која је ово постигла и била је прва Естонка која се пласирала у првих двадесет.
- Јирген Цоп направио је пробој на АТП турнеји 2012. године, квалификујући се за Отворено првенство Аустралије, Француске и Вимблдон, и остварио је прву победу на АТП турниру у главном жребу у Букурешту, успостављајући се као играч топ 100 на светској ранг листи.
- Анет Контевејт је током своје каријере освојила једну појединачну титулу на ВТА турнеји, као и једанаест појединачних и пет дублова на ИТФ турнеји. У априлу 2019. године достигла је своју најбољу појединачну ранг позицију са светским бројем 14.

## Атлетске дисциплине
Гимнастика стиче популарност у Естонији, што показују и недавни успеси у овој области. Јири Лосман је био други на маратону на Олимпијским играма 1920. Александар Клумберг је 1924. године освојио бронзану медаљу у мушкој конкуренцији за десетобој. Између 2000. и 2009. Естонија је сваке године постизала најмање једну медаљу на Летњим олимпијским играма: 2000, 2001, 2002, 2003, 2004, 2005, 2006, 2007, 2008. и 2009. Пре тога, Ерки Нол је освојио златну медаљу 1998.
Истакнути атлетичари су: Ерки Нол, Герд Кантер, Андрус Варник, Расмус Меги, Александар Тамерт, Павел Лоскутов, Јури Лосман и Александар Клумберг.

## Одбојка
Мушка одбојкашка репрезентација завршила је Европско првенство 2009. на 14. месту, Европско првенство 2011. на 12. месту и Европско првенство 2015. на 11. месту.

## Дизање тегова
Дизање тегова био је један од најуспешнијих спортова Естоније у прошлости. Алфред Нојланд такмичио се на Олимпијским играма 1920. и 1924. године и освојио је сребрну медаљу, поставши први освајач златне олимпијске медаље из Естоније. Алфред Шмит је био дизач тегова који је освојио сребрну медаљу на Летњим олимпијским играма 1920. Арнолд Лухајар такмичио се на Олимпијским играма 1928. и 1936. и освојио бронзану медаљу. Јан Талтс освојио је сребрну медаљу у дизању тегова за Совјетски Савез на Олимпијским играма 1968. године и златну медаљу на Олимпијским играма 1972. године.
Остали истакнути дизачи тегова у Естонији су Јан Кикас, Харалд Тамер и Март Сејм.

## Рвање
Рвање је био најуспешнији и такође веома популаран олимпијски догађај за Естонију између 1920. и 1936. године. Хејки Наби је 2006. године постао први светски првак у аматерском рвању за Естонију. На Летњим олимпијским играма 2012. Наби је освојио сребрну медаљу. Освојио је другу златну медаљу на Светском првенству 2013. и бронзану на Светском првенству 2014.
- Истакнути рвачи у Естонији су: Александар Аберг, Џорџ Хакеншмит, Георг Лурих, Освалд Кепп, Мартин Клајн, Антон Колман, Јоханес Коткас, Алберт Куснец, Аугуст Нео, Едуард Питсеп, Волдемар Вали и Еп Меј.
- Кристјан Палусалу је један од најпознатијих спортиста у Естонији, иако се такмичио пре 80 година на Летњим олимпијским играма 1936.

## Остали спортови
- Сумо није био популаран у Естонији, али Баруто Каито је у овом спорту постигао успех.
- Маргус Хунт је естонски амерички фудбалер, играо је у Националној фудбалској лиги. Био је јуниорски светски првак у бацању кугле и диска, који никада није играо фудбал пре него што је започео студије.
- Киикинг, релативно нови спорт, увео је 1996. године Адо Коск у Естонији.
- Робин Кул је професионални играч Counter-Strike: Global Offensive.

## Галерија
Галерија познатих естонских спортиста:
- Кристина Шмигун-Вехи
- Андрус Веерпалу
- Јак Меј
- Хејки Наби
- Герд Кантер
- Ерки Нол
- Андрус Варник
- Александар Тамерт
- Расмус Меги
- Николај Новосјолов
- Јулија Бељајева
- Ирина Ембрих
- Ерика Кирпу
- Јири Јансон
- Баруто Каито
- Рејн Тарамае
- Танел Кангерт
- Марко Мартин
- Каја Канепи
- Кристјан Палусалу
- Анет Контевејт
- От Танак